# Люсанс
Люсанс (фр. Lucens) — громада в Швейцарії в кантоні Во, округ Бруа-Вюлі.

## Географія
Громада розташована на відстані близько 55 км на південний захід від Берна, 25 км на північний схід від Лозанни.
Люсанс має площу 19,3 км², з яких на 11 % дозволяється будівництво (житлове та будівництво доріг), 59,8 % використовуються в сільськогосподарських цілях, 28,1 % зайнято лісами, 1 % не є продуктивними (річки, льодовики або гори).

## Демографія
2019 року в громаді мешкало 4199 осіб (+26,9 % порівняно з 2010 роком), іноземців було 36,5 %. Густота населення становила 218 осіб/км².
За віковим діапазоном населення розподілялося таким чином: 24 % — особи молодші 20 років, 60,5 % — особи у віці 20—64 років, 15,5 % — особи у віці 65 років та старші. Було 1785 помешкань (у середньому 2,3 особи в помешканні).
Із загальної кількості 1111 працюючого 99 було зайнятих в первинному секторі, 479 — в обробній промисловості, 533 — в галузі послуг.